# Dicranomyia (Dicranomyia) trilobifera
Dicranomyia (Dicranomyia) trilobifera is een tweevleugelige uit de familie steltmuggen (Limoniidae). De soort komt voor in het Neotropisch gebied.